# Хамсе

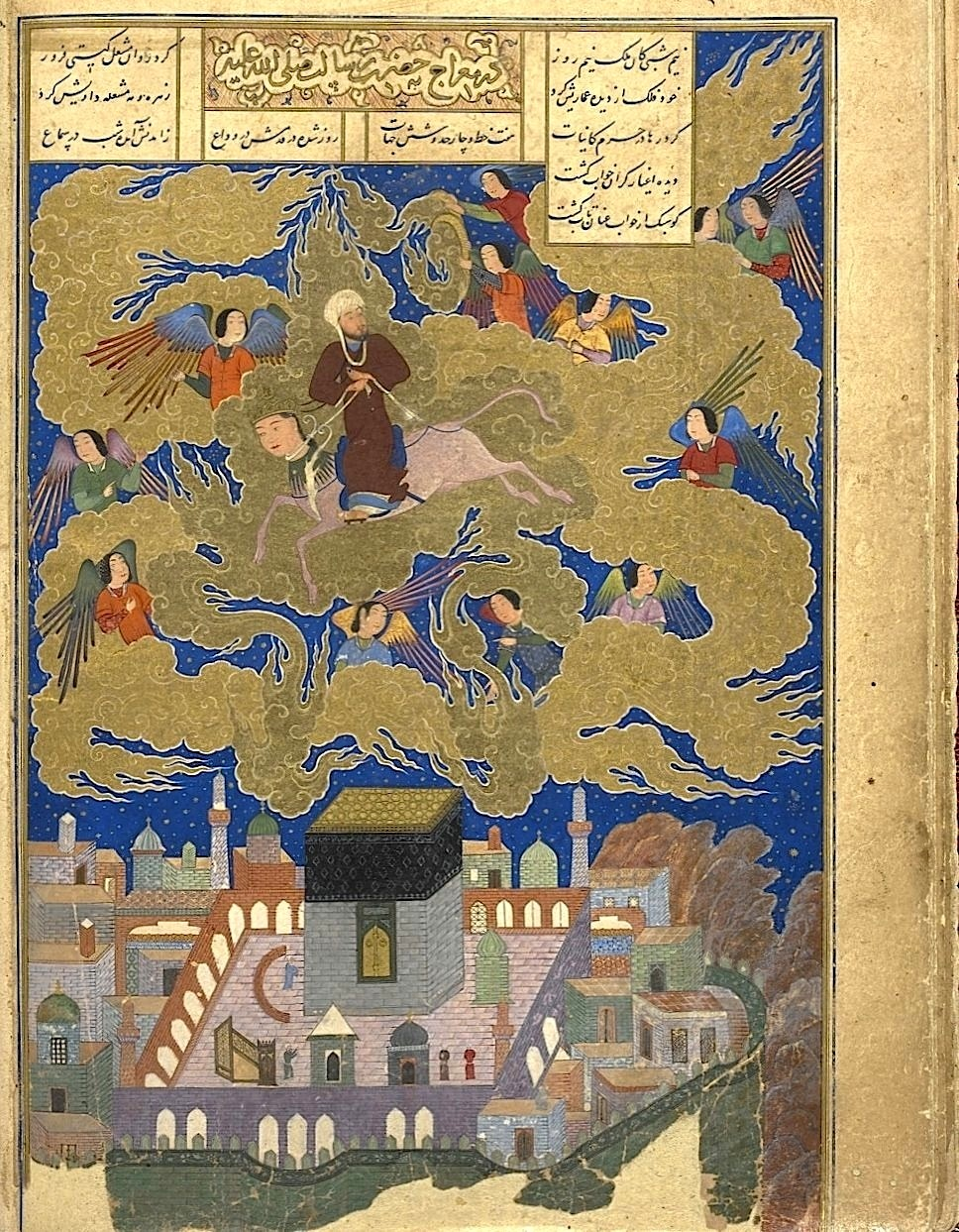
Мініатюра з рукопису Хамса, датована 1494 р., що зображає сходження Пророка Мухаммеда на Бураку з Мекки на небеса (Мірадж), а також багатокрилого архангела Гавриїла (праворуч)

«Хамсе» або інакше «П'ятериця» — пам'ятник перської літератури, п'ять поем, об'єднаних загальною назвою «Пандж Ґандж», що перекладається з перської як «П'ять коштовностей». Основний твір класика перської літератури Нізамі Гянджеві (1141-1209). «Хамсе» — перська вимова арабського слова «хамса» (араб. خمسة). Всі п'ять поем написані у віршованій формі маснаві (двовіршів), майстром яких був Нізамі.
Перша з поем — «Скарбниця таємниць» («Махсан аль-Асрар»), була написана під впливом монументальної поеми Санаї (помер у 1131 р.) «Сад правди». В основі поем «Хосров і Ширін», «Сім красунь» («Хафт пейкар») і «Іскандер-наме», лежать середньовічні лицарські історії. Хосров і Ширін, Бахрам-і Гур і Олександр Великий, які з'являються в окремих епізодах у поемі Шах-наме Фірдоусі, в поемах Нізамі поміщені в центр сюжету і стали головними героями трьох його поем. Поема «Лейлі і Меджнун» написана на основі арабських легенд. У всіх п'яти поемах Нізамі значно переробив матеріал використаних джерел.
Слід зазначити, що в поемах Нізамі містяться унікальні дані, які збереглися до наших днів саме завдяки його описам. Так, наприклад, одним з предметів привабливості «Хамсе» є детальні описи музикантів, що зробило поеми Нізамі головним джерелом сучасних знань про перську музичну творчість та музичні інструменти XII століття. Незважаючи на інтерес Нізамі до звичайних людей, Нізамі не заперечував інститут монархічної форми правління і вважав, що він є інтегральною, духовної і священною частиною перського способу життя. Хоча Нізамі уникав участі в придворному житті, кожну зі своїх поем він присвятив окремому правителю, що було поширеною традицією в його час.
«Хамсе» («П'ятериця») Нізамі Гянджеві мала величезний вплив на розвиток не тільки перської, але і східної поезії взагалі. Під впливом Хамсе створювалися твори в азербайджанській літературі. «П'ятериця», теми якої вибрав з історії та фольклору Нізамі, стала  основою наслідування таких видатних поетів, як Алішер Навої, Мухаммед Фізулі, Абдурахман Джамі, Амір Хосров Дехлеві та інших, які писали ті ж п'ять поем на ті ж самі теми. Нізамі виступає у своїх поемах не просто поетом і ліриком, але і викривачем невігластва, деспотизму і святенництва правителів. Він оспівує людину, її любов, працьовитість, мир і дружбу.
Сюжети поем Нізамі надали перському мініатюрному живопису велику кількість творчого матеріалу, його «Хамсе» разом з «Шахнаме» Фірдоусі, стало  літературним твором, який найчастіше ілюстрували. Хамса Арабською 5-ть.

## «Скарбниця таємниць»

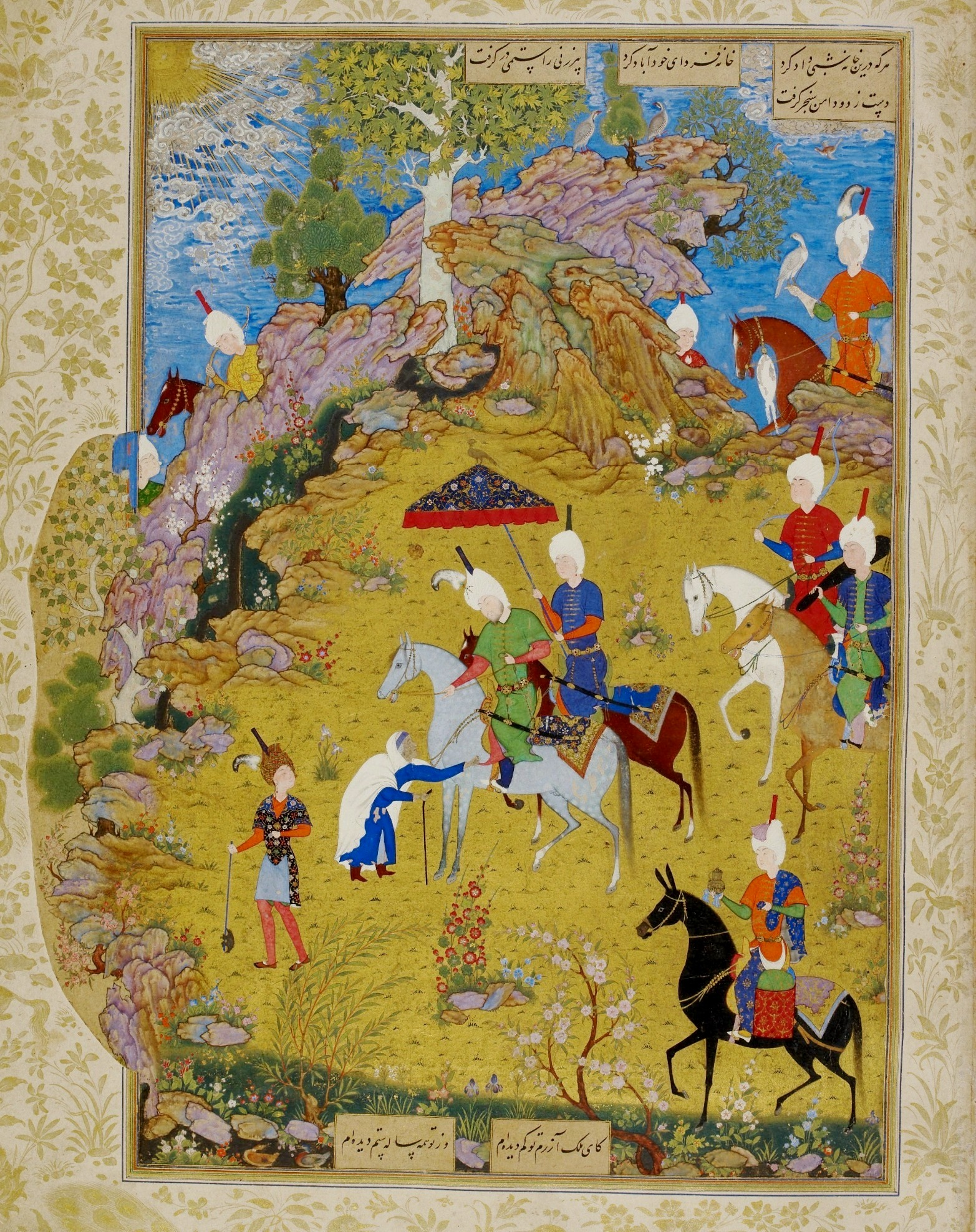
Мініатюра тебризької школи XVI століття «Султан Санджар і стара» Султана Мухаммеда

Поема Махсан аль-Асрар (перс.  مخزن الاسرار) «Скарбниця таємниць» написана у 1163 р., але деякі дослідники датують її 1176 р. Ця етико-філософська поема, що складається з 2.250 перських двовіршів, була присвячена правителю Ерзінджану Фахр ад-Діну Бахрамшаху. Поема розкриває езотеричні, філософські та теологічні теми і написана в руслі суфійської традиції, у зв'язку з чим служила зразком для всіх поетів, які згодом писали в цьому жанрі.
Поема розділена на двадцять розділів, кожен з яких є окремим трактатом, що присвячений релігійним і етичним темами. Кожен розділ завершується апострофою (зверненням) до самого поета, що містить його літературний псевдонім. Зміст віршів вказується в заголовку кожного розділу і написано в типовому гомілетичному стилі. Історії, які обговорюють духовні та практичні питання, проповідують справедливість царів, виключення лицемірства, попереджають про суєтність світу і необхідності готуватися до життя після смерті. Нізамі проповідує ідеальний образ життя, привертаючи увагу до свого читача людей вищого соціального становища серед творінь Божих, а також пише про те, що людина повинна думати про своє духовне призначення. У кількох розділах Нізамі звертається до обов'язків царів, але в цілому він швидше звертається до всього людства, ніж до свого царственого покровителя.
«Скарбниця таємниць» починається розділом «Промова про перевагу слова»:
Для Нізамі слово — це не тільки слово поета, але і слово пророка, що відповідає суфійській традиції, ому що  для суфія поезія — це те ж релігійне пророче служіння:
Основну частину «Скарбниця таємниць» займають двадцять «Промов». Промова перша — про створення світу і людини. Підставою для створення світу, за Нізамі, служила любов:
Промова друга — «Повчання шаху про справедливість». Нізамі закликає до правосуддя і турботи про благо підданих, загрожує карами за пригноблення і насильство. Третя промова — про властивості світу; четверта — про доброзичливе ставлення шаха до підданих; п'ята — про старість; шоста — про властивості створеного; сьома — про перевагу людини над тваринами і т. д. Теми промов підтверджуються притчами.
Написана у високо риторичному стилі поема «Скарбниця таємниць» не є романтичною епічною поемою, її мета — порушити обмеження світської придворної літератури. Цим твором Нізамі продовжив напрям, який відкрив у перській поезії Санаї, і, яке було продовжено багатьма перськими поетами, провідним серед яких є Аттар.

## «Хосров та Ширін»

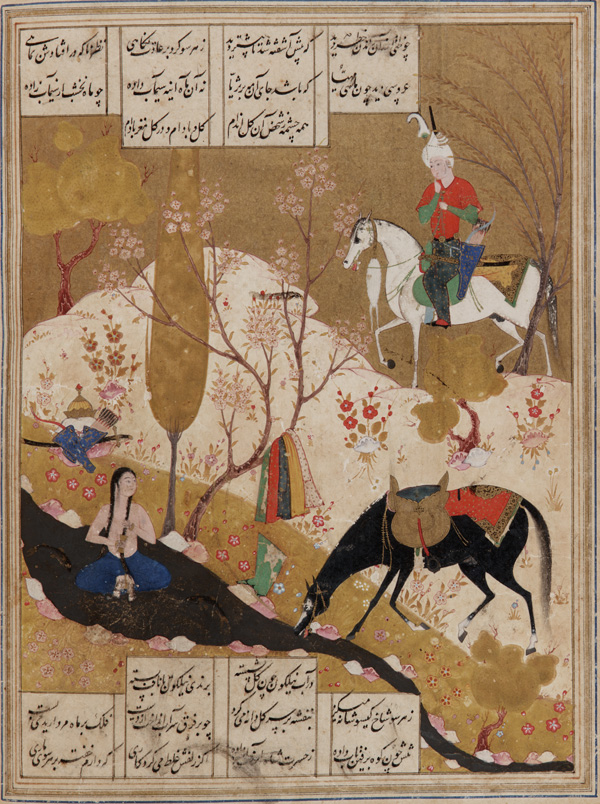
Хосров і Ширін

Під впливом переживань з приводу смерті своєї коханої дружини і під враженням від поеми Гургани «Віс і Рамін» Нізамі написав поему «Хосров і Ширін» — його перший шедевр
. Поема «Хосров і Ширін» (перс. خسرو و شیرین), яка була написана впродовж 16 місячних років між 1175/1176 і 1191 р., стала відправною точкою в літературі не лише для Нізамі, але і для всієї перської поезії. Більш того, це була перша поема в перській літературі, яка досягла повної структурної та артистичної єдності.
Поема присвячена сельджуцькому Султанові Тогрулу II, Атабеку Азербайджану Мухаммаду ібн Елдигізу Джахан Пахлавану і його братові Кизил-Арслану. У поемі міститься 6150 двовіршів, розділених на 100 розділів, у виданні Тарватьян (Тегеран, 1987-1988 рр ..). Поема має складну структуру, в якій переплітаються кілька різних жанрів одночасно.
По суті це — також суфійський твір, що алегорично зображує прагнення душі до Бога; але почуття зображені настільки природно, що навіть непідготовлений читач не помічає алегорії, сприймаючи поему як романтичну любовну історію:
Історія про Хосрова і Ширін має перське походження і взята Нізамі з епічно-історичної поеми Фірдоусі «Шахнаме». В її основі лежить правдива історія і герої є історичними постатями, які дійсно існували.
Поему «Хосров і Ширін» Нізамі Гянджеві не слід плутати з «Фархад і Ширін» Алішера Навої.

### Короткий опис сюжету
Складний сюжет, що змальовує безліч пригод, коротко можна звести до такого: герой — Хосров, сасанідський царевич, а потім шах Ірану Хосров ІІ Парвіз (590-628 рр.), кохає прекрасну Ширін, вірменську принцесу з Барди, племінницю (дочка брата) Шеміри, яку інакше звали Мехин Бану — могутньої правительки християнського Аррау. Ширін також любить Хосрова, але політичні міркування змушують Хосрова одружитися з візантійською принцесою, Ширін же відкидає позашлюбну близькість, зберігаючи цнотливість. Від ревнощів Хосров посилає закоханому в Ширін зодчому Фархаду звістку про її смерть, внаслідок  чого Фархад позбавляє себе життя. Таким чином, ми бачимо душу, що потопає у гріхах, які не дають їй, при всьому бажанні, з'єднатися з Богом. Лише в кінці Хосров відкидає земну марність і з'єднується з Ширін; але він гине від руки свого підступного сина, а Ширін, щоб не дістатися вбивці, простромлює себе кинджалом над його тілом.

## «Лейлі та Меджнун»

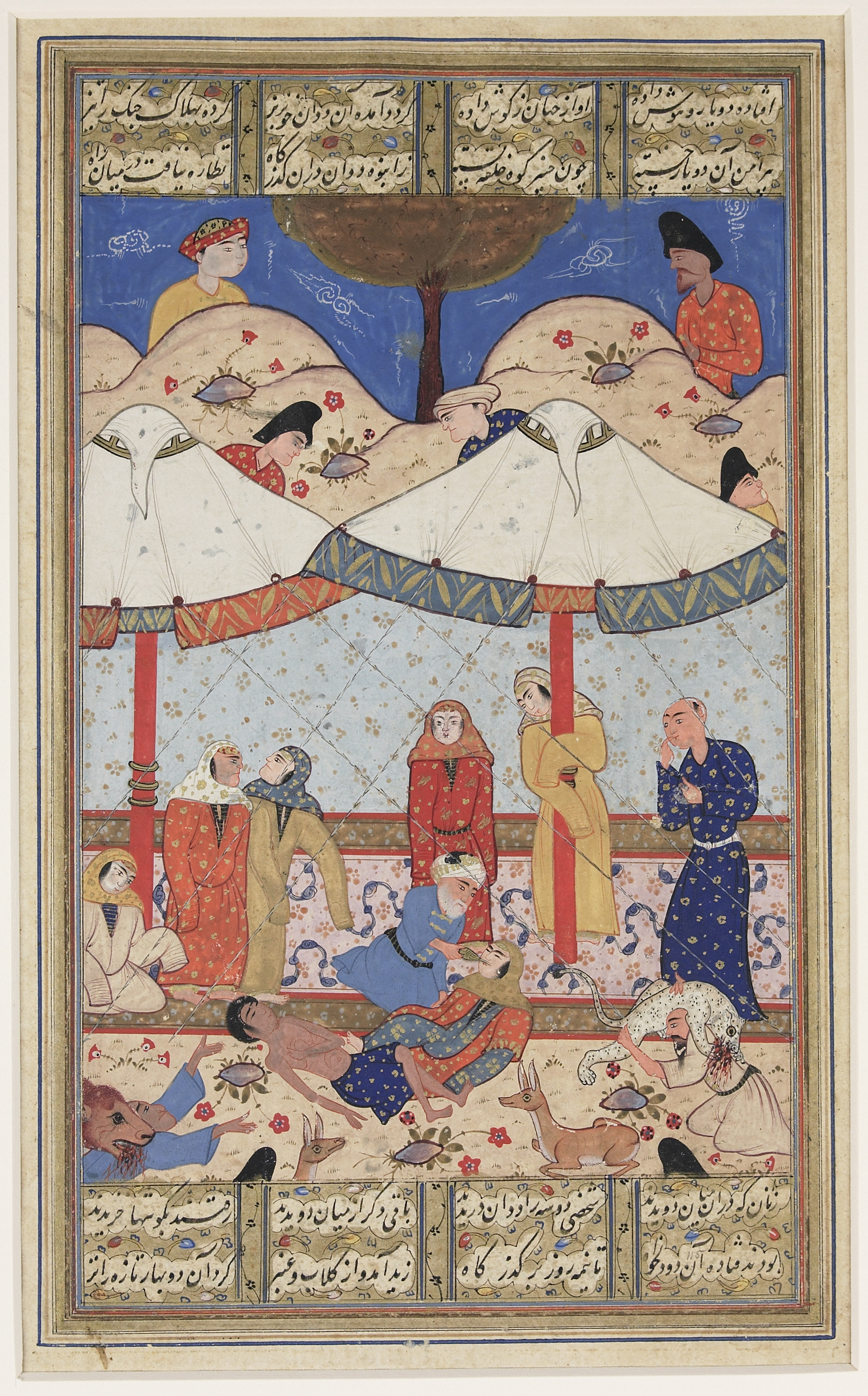
Лейлі та Меджнун

Поема «Лейлі та Меджнун» (перс.  لیلی و مجنون) написана у 1188 році. Основою сюжету стала  стародавня арабська легенда «Лейлі і Меджнун» про нещасне кохання юнака Каїса, прозваного «Меджнун» («Божевільний»), до красуні Лейлі. Поема присвячена ширваншаху Ахситану I, за чиїм замовленням і була написана. Ця поема вважається найвідомішим перським переказом легенди про Лейлі і Меджнуна. Поема нараховує 4600 віршів. Ця романтична поема належить до жанру «удри» (інакше «одрі»). Сюжет поем цього жанру — удри, простий і обертається навколо нерозділеного кохання. Герої удри напів-вигадані чи напів-історичні персонажі і їх вчинки схожі на вчинки персонажів інших романтичних поем цього жанру. Нізамі персифікував арабсько-бедуїнський легенду, представивши героїв  як перських аристократів. Він також переніс розвиток сюжету в міське середовище і додав кілька перських мотивів, прикрасивши оповідання  описами природи.
Поема була опублікована у різних країнах у різних версіях тексту. Однак іранський вчений Вахід Дастгерді в 1934 р. здійснив публікацію критичного видання поеми, склавши її текст з 66 розділів і 3657 строф, виключивши 1007 куплетів, визначивши їх як більш пізні інтерполяції (текстова вставка пізнішого походження (неавторська), якої не було в оригіналі), хоча він допускав, що деякі з них і могли бути додані самим Нізамі.

### Короткий опис сюжету
Сюжет легенди такий: поет Каїс закохався у свою двоюрідну сестру Лейлу, але Лейлу видали за іншого, а Каїс збожеволів і пішов у пустелю, де складав вірші, присвячені коханій; і тільки після смерті закохані з'єдналися в одній могилі. Нізамі дещо видозмінив сюжет: у нього Каїс божеволіє від любові, і саме тому батьки Лейли відмовляють йому. Лейла, насильно видана заміж, вмирає від любові до Каїса; дізнавшись про це, Каїс приходить на її могилу і вмирає там.
Автор задається питанням: що закохані отримали за свої земні страждання, де їх місце у потойбічному світі? У коді переказується сон, у якому закохані з'єдналися в раю, де вони живуть як цар і цариця. Загальний сенс поеми — безмежна любов, знаходить вихід лише у високій поезії і веде до духовного злиття закоханих.

## «Сім красунь»

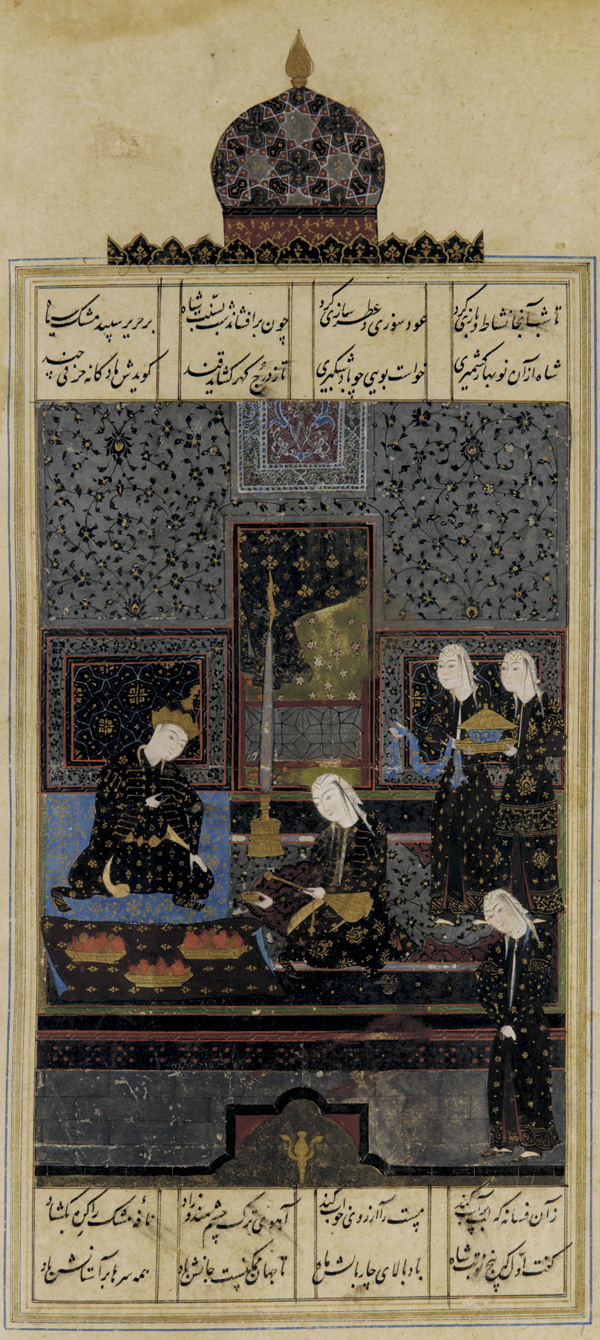
Сім Красунь. Художественая галерея Фрира, Вашингтон

«Сім красунь» («Хафт пейкар») (перс.  هفت پیکر) написана у 1197 році. Поема присвячена правителю Мараги Ала Ал-дін Керпе Арслану ібн Аг-Сонгору. Назву поеми дослівно можна перекласти, як «сім портретів», можливо перевести, як «сім красунь», що відображає метафоричне значення. Безумовно, Нізамі навмисно дав поемі таку двозначну назву, щоб  використати  гру слів.
Сюжет поеми заснований на подіях перської історії та легенди про Бахрама Гурі (Бахрам V), сасанідського шаха, батько якого Йездигерд I двадцять років залишався бездітним і народження  сина сталося тільки лише після того, як звернувся з благанням дати йому дитину до Ахура Мазді.

### Короткий опис сюжету
Після народження довгоочікуваного Бахрама за порадою мудреців його відправляють на виховання до арабського царя Номана. За наказом Номана був побудований прекрасний новий палац — Карнак. Одного разу в одній з кімнат палацу Бахрам знаходить портрети семи принцес з семи різних країн, в яких він закохується. Після смерті батька, Бахрам повертається в Персію і сходить на престол. Ставши царем, Бахрам робить розпочинає пошуки семи принцес і одружується на них. Він наказує архітектору побудувати сім величних будівель для кожної з своїх нових дружин. Архітектор розповідає Бахраму, що згідно астрології, кожною країною править одна з семи планет, і дає пораду Бахраму прикрасити кожен з палаців для дружин Бахрама у відтінках кольору, з яким асоціюється планета, правляча країною, звідки прибула кожна з красунь. Спочатку Бахрам поставився скептично до пропозиції архітектора, але потім дає згоду на таке оформлення палаців для своїх дружин. Після завершення будівництва принцеси поселяються в своїх палацах. Бахрам відвідує кожну принцесу в певний день тижня: в суботу — індійську принцесу, якою править Сатурн, в чорному палаці, в неділю — грецьку принцесу, якою править сонце, в жовтому палаці, і т. д. Цікаво, що в червоному палаці живе російська княжна. Кожна з принцес розповідає цареві свою історію, яка відповідає певному настрою та її відповідному кольору. Сюжет кожної новели — любовне переживання, причому, у відповідності з переходом від чорного кольору до білого, груба чуттєвість змінюється духовно просвітленою любов'ю.
Друга тематична лінія поеми — перетворення Бахрама Гура з легковажного царевича в справедливого і розумного правителя, який бореться зі свавіллям і насильством. Проходять роки. Поки цар був зайнятий своїми дружинами, один з його візирів захопив владу в країні. Несподівано Бахрам виявляє, що справи у його царстві в безладді, казна порожня, а сусідні правителі збираються на нього напасти. Розслідувавши діяння міністра, Бахрам приходить до висновку, що той винен у бідах, які спіткали царство. Він присуджує лиходія-міністра до смертної кари і відновлює справедливість і порядок у своїй країні. Після цього Бахрам наказує перетворити сім палаців своїх дружин в сім зороастрійських храмів для поклоніння Богу, а сам Бахрам вирушає на полювання і зникає в глибокій печері. Намагаючись знайти дикого осла (gūr), Бахрам знаходить свою могилу (gūr).

## «Іскандер-наме»

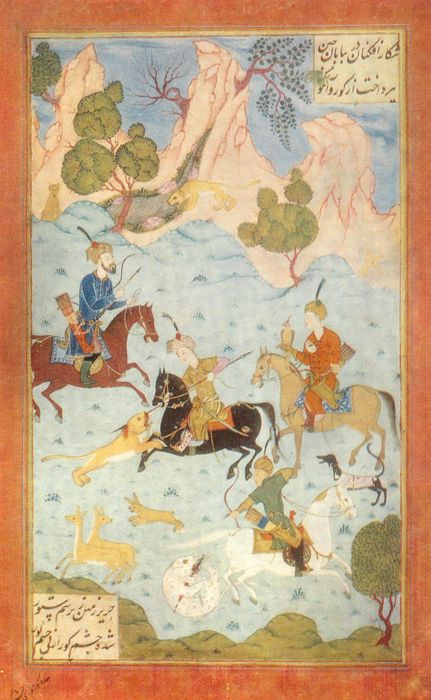
Іскандер на полюванні

Поема Низами «Іскандер-наме», що перекладається як «Книга Олександра» (перс.  اسکندرنامه) написана між 1194 і 1202 рр. Нізамі вважав цю поему підсумком своєї творчості, порівняно з іншими поемами «Хамсе» вона відрізняється деякою філософської ускладненістю. Поема є творчою переробкою Нізамі різних сюжетів і легенд про Іскандера — Олександра Македонського, образ якого Нізамі помістив у центрі поеми. З самого початку він виступає як ідеальний правитель, воює лише в ім'я справедливості. Поема складається з двох формально незалежних частин, написаних рифмованными куплетами і відповідно метру «мотакареб» (аруз), яким написана поема «Шах-наме»: «Шараф-наме» («Книга слави») і «Ікбал-наме» або інакше «Кераб-наме» («книга долі»). «Шараф-наме» змальовує (на основі східних легенд) життя і подвиги Іскандера. «Ікбал-наме» композиційно ділиться на два великих розділи, які можна назватияк «Іскандер-мудрець» і «Іскандер-пророк».
Довгий час викликало сумніви час створення поеми і черговість її розташування всередині збірки «Хамсе». Однак на початку «Шараф-наме» Нізамі сказав, що до часу написання тих рядків уже він створив «три перлини» перед тим, як розпочати «новий орнамент», що підтвердило час створення. Крім того, Нізамі оплакує смерть Ширваншаха Аксатана, якому Нізамі присвятив поему «Лейла і Меджнун», і адресує свої настанови його наступнику. До часу завершення поеми влада династії Ширваншахів у Гянджі ослабла, тому Нізамі присвятив поему малеку Ахара Носрат-аль-Дін Бискин бін Мохаммаду, якого Нізамі згадує у передмові до «Шараф-наме»
.

### Короткий опис сюжету
Таємний голос повідомляє Іскандеру, що він вибраний для провіщення істини всьому світу, і наказує об'їхати всю землю. Вирушаючи в дорогу, Іскандер бере «книги мудрості» Аристотеля, Платона і Сократа. Далі йдуть описи чотирьох подорожей Іскандера, його зустрічей і диспутів з індійськими і грецькими мудрецями, різні філософські новели. Під час четвертої подорожі (на північ), він приходить в країну, де немає ні влади, ні гнобителів, ні багатих, ні бідних, ні злочинів, ні страт, де не знають брехні і несправедливості. Таким чином, у другій частині поеми Іскандер постає просвітленим ідеальним володарем, що пізнав марність земних прагнень. Поема закінчується описом смерті Іскандера і смерті самого Нізамі, очевидно написаним або принаймні дописаним кимось іншим.
Основні епізоди легенди про Олександра, які відомі в мусульманській традиції, зібрані в «Шараф-наме»: народження Олександра, успадкування  ним македонського трону, війна проти чорношкірих, які захопили Єгипет, війна з персами, що закінчилася поразкою і смертю Дару (Дарія III) і одруження Олександра з дочкою Дарія і паломництво в Мекку.
. Далі Нізамі розповідає про перебування Олександра на Кавказі і його візит до цариці Нусабе з Барди — міста, яке розташоване у безпосередній близькості від рідного міста Нізамі Гянджі, і її амазонок. Звідти Олександр прямує в Індію і Китай. У його відсутність руси нападають на Кавказ і захоплюють Барду, що вони фактично зробили за двісті років до Нізамі, і беруть у полон Нусабу. Дізнавшись про це, Олександр воює з русами і здобуває перемогу. Шараф-наме завершується розповіддю про невдалі пошуки Олександром води вічного життя.
У «Ікбал-наме» Олександр — безперечний володар світу, зображений вже не як воїн, але як мудрець і пророк. Він дискутує з грецькими та індійськими філософами, і значну частину тексту складають бесіди, в яких сім грецьких мудреців розповідають про свої ідеї про створення світу. Не менш суттєву частину складають притчі, які не мають прямого стосунку до історії Олександра. На завершення Нізамі розповідає про кінець життя Олександра і обставин смерті кожного із семи мудреців. У цій частині додана інтерполяція про смерть самого Нізамі. У той час як «Шараф-наме» належить до перської традиції епічної поезії, в «Ікбал-наме» Нізамі продемонстрував свої таланти дидактичного поета, оповідача анекдотів і мініатюриста.

## «Хамсе» в Азербайджані

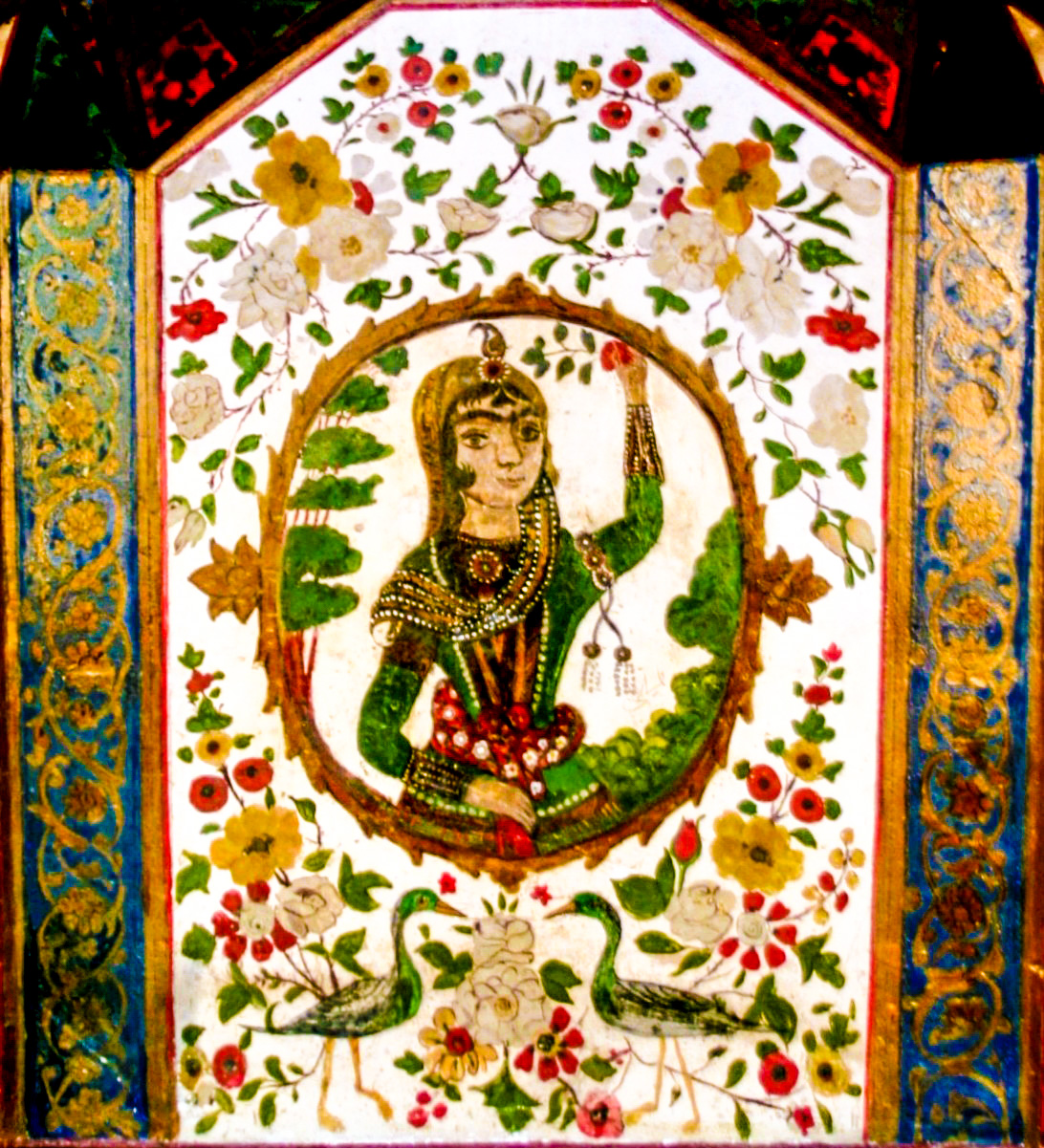
Зображення Ширин з «Хосров і Ширін» в інтер'єрі Будинку Шекіханових в Шекі

Портретами героїв «Хамсе» (зображення на мотиви поем «Лейлі і Меджнун», «Хосров і Ширін», «Сім красунь» та ін) прикрашені стіни центрального залу другого поверху будинку Шекіханових XVIII століття в Шекі. Азербайджанський художник Газанфар Халиков виконав акварельні малюнки до поем «Хосров і Ширін» (1940) і «Іскандер-наме» (1953) з «Хамсе», при створенні яких використовував композиційні прийоми середньовічних мініатюристів.
«П'ятериці» Нізамі Гянджеві присвячені мозаїчні малюнки на стінах бакинської станції метро «Нізамі Гянджеві», виконані художником Микаїлом Абдуллаєвим. У 1959 році в Баку з'явився пам'ятник Бахрам-Гуру — персонаже поеми «Сім красунь». Це був перший в Азербайджані скульптурний пам'ятник літературному герою однієї з поем Нізамі Гянджеві. На батьківщині поета — у другому за величиною місті Азербайджану — Гянджі, де поет прожив усе своє життя, споруджена монументальна скульптура, присвячена знаменитій «П'ятериці».
На початку 1940-х років азербайджанський композитор Узеїр Гаджибеков написав два романси на вірші Нізамі Гянджеві відповідно до образів семи героїнь з поеми «Сім красунь» — «Сенсиз» («Без тебе», 1941) і «Севгілі джанан» («Кохана», 1943). У 1949 році Кара Караєв пише сюїту «Сім красунь», а в 1952 році за мотивами поеми — однойменний балет (автори лібрето — Ісмаїл Ідаятзаде, Юрій Слонімський і Сабіт Рахман). Цей балет було вперше поставлено на сцені Азербайджанського театру опери і балету в Баку 7 листопада 1952 року. У 1942 році азербайджанським композитором Ніязі Тагізаде-Гаджибековим за мотивами поеми «Хосров і Ширін» була написана опера «Хосров і Ширін». 

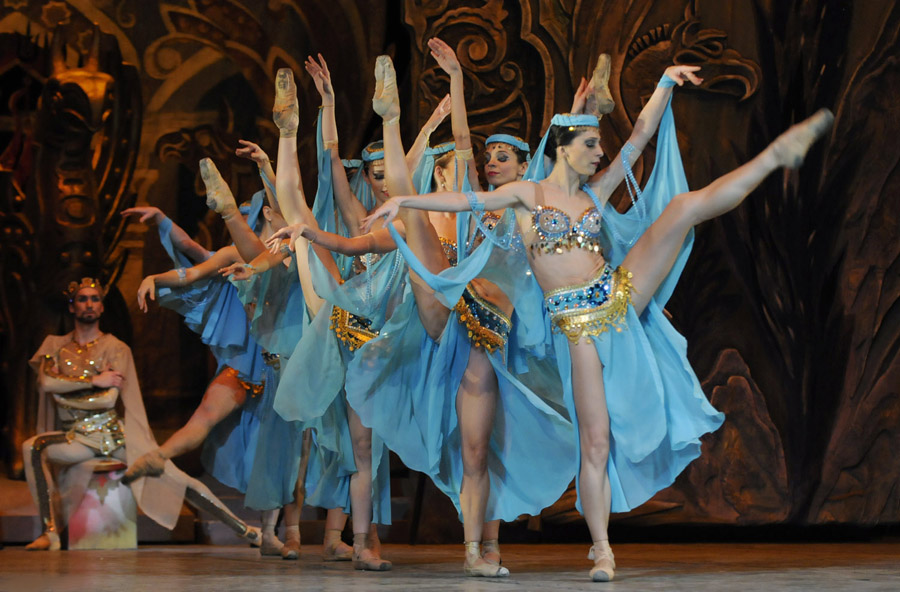
Сцена з постановки балету «Сім красунь» Кара Караєва

За мотивами поеми «Лейлі та Меджнун» азербайджанський композитор Кара Караєв написав симфонічну поему «Лейлі і Меджнун» (перше виконання в Баку 29 вересня 1947 року на урочистому вечорі в честь 800-річчя Нізамі Гянджеві) і одноактний балет «Лейлі та Меджнун». В 1961 році за мотивами поеми «Лейлі та Меджнун» на кіностудії «Азербайджанфильм» був знятий однойменний фільм (роль Меджнуна виконував Нодар Шашік-огли).
На пам'ятнику Нізамі Гянджеві, встановленому в 1949 році в Баку, висічено сім барельєфів, що зображують героїв поем з «Хамсе». Серед них — Нушериван, слухає розмову сов («Скарбниця таємниць»), Фархад, що    прокладає дорогу через гору Биситун («Хосров і Ширін»), Лейлі і Меджнун, що навчаються в школі («Лейлі і Меджнун»),  Бахрам Гур вбиває дракона («Сім красунь»), Іскандер на прийомі у цариці Нушабе («Іскандернаме») та ін Барельєфи виконані скульптором А. Хрюновым за ескізами художника Газанфара Халикова і розташовані на семи гранях, обіч від бронзової дошки з ім'ям поета.
На початку 2008 року в Національній Бібліотеці Австрії виявили стародавній рукопис «Хамсе — П'ятериці». Після закінчення відновлювальнихних робіт електронна копія П'ятериці була подарована Міністерству Культури і Туризму Азербайджану. А 23 квітня 2008 року, у Відні в Національній Бібліотеці Австрії відбувся вечір азербайджанської літератури. На вечорі відбулася презентація електронного диска (CD) зі збіркою поем «Хамсе» і книги Нізамі Гянджеві. У заході брали участь заступник міністра культури Азербайджану Адалет Велієв, головний директор Національної Бібліотеки Австрії Йохана Рахингер, представники посольства Азербайджану в Відні та інші офіційні особи.